# Logaeus subopacus
Logaeus subopacus är en skalbaggsart som beskrevs av Waterhouse 1881. Logaeus subopacus ingår i släktet Logaeus och familjen långhorningar. Inga underarter finns listade i Catalogue of Life.